# アリスティデス・アキーノ
アリスティデス・アキーノ・ヌニェス（Aristides Aquino Núñez、1994年4月22日 - ）は、ドミニカ共和国・サントドミンゴ出身のプロ野球選手（外野手）。右投右打。
愛称は「パニッシャー」。

## 経歴

### プロ入りとレッズ時代

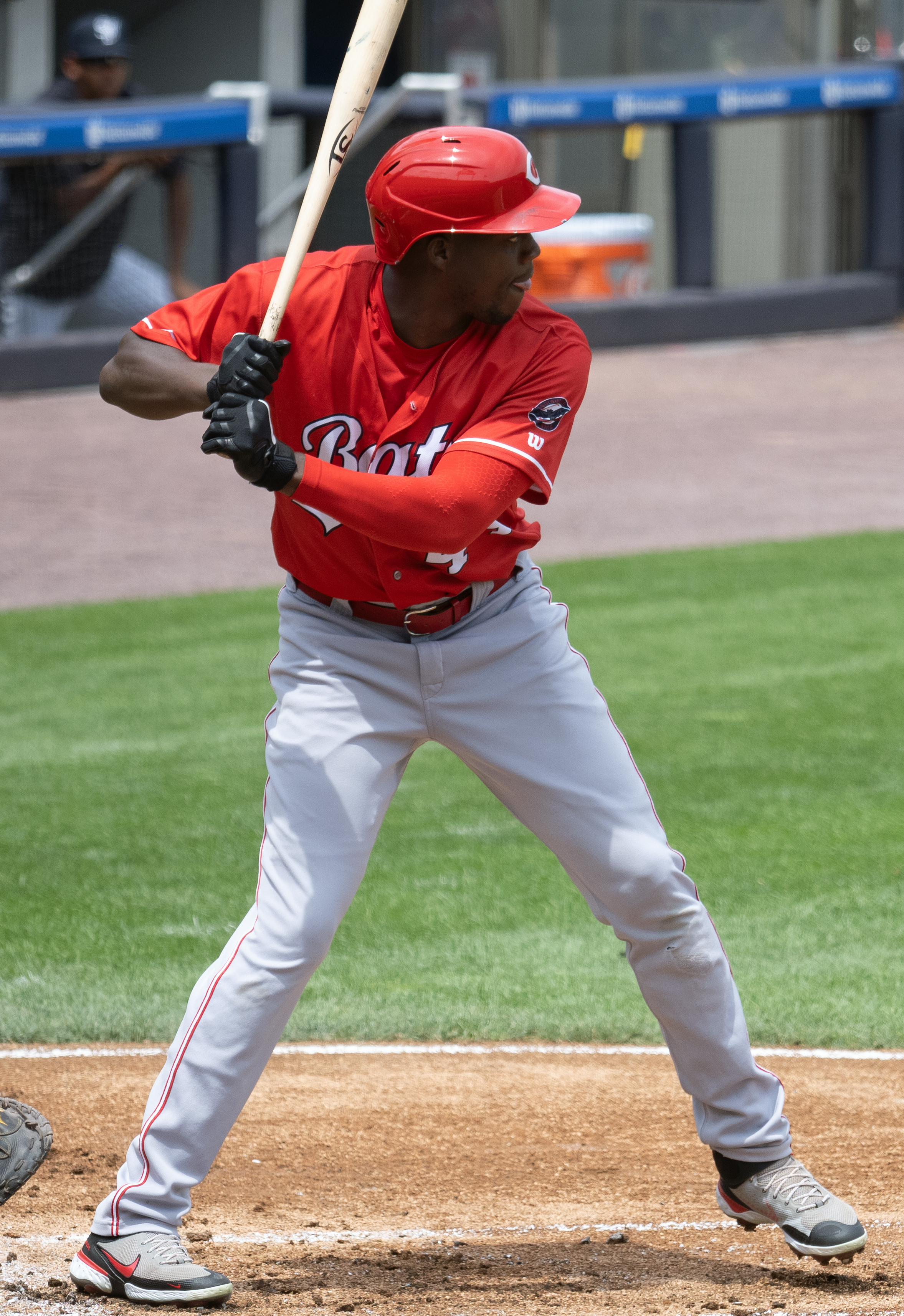
AAA級ルイビル・バッツ時代
（2022年7月17日 PNCフィールド）

2011年1月に、ドミニカン・プロスペクト・リーグからアマチュア・フリーエージェントでシンシナティ・レッズと契約金11.5万ドルでマイナー契約を結びプロ入り。同年5月28日にレッズ傘下のマイナーチームであるR級DSLレッズでプロデビュー。
2011年はDSLに専属し、233打席で打率.188、3本塁打、21打点を記録した。
2012年もDSLに専属し、274打席で打率.197、3本塁打、26打点を記録。
2013年はR級AZLレッズでシーズンを迎え、8月18日にR+級ビリングス・マスタングスに昇格。このシーズンは2チーム合計で279打席で打率.262、7本塁打、48打点を記録した。
2014年はR+級ビリングスでシーズンを専属し、307打席で打率.292、16本塁打、64打点を記録。
2015年はA級デイトン・ドラゴンズでシーズンを迎えた。4月25日に腹部の張りでDL入り。6月28日にR+級ビリングスで実戦復帰。7月15日にA級デイトンに再昇格した。このシーズンは2チーム合計で303打席で打率.247、7本塁打、40打点を記録。シーズンオフにウィンターリーグであるLIDOMのレオネス・デル・エスコヒードに所属。以降、2017年オフまでの毎シーズンオフにレオネスに所属した。
2016年はA+級デイトナ・トーテュガスに昇格し、シーズンを専属した。シーズン成績は484打席で打率.273、23本塁打、79打点を記録し、リーグ最優秀選手に選出された。シーズンオフにレッズはアキーノを40人ロスターに追加した。
2017年はAA級ペンサコーラ・ブルーワフーズに昇格し、シーズンを専属した。シーズン成績は504打席で打率.216、17本塁打、56打点を記録した。
2018年はAA級ペンサコーラでシーズンを迎えた。
2018年8月17日にジョーイ・ボットが10日間故障者リスト入りした入れ替わりでメジャー昇格し、翌々日19日に行われたサンフランシスコ・ジャイアンツ戦で代打として出場しメジャーデビュー。メジャー初打席は三振だった。このシーズンのメジャー出場はこの試合のみで、8月25日にAA級ペンサコーラに降格しシーズンを終えた。マイナー成績は445打席で打率.240・OPS.754・20本塁打を記録。11月30日にマイナーFAとなり、12月1日にレッズとマイナー契約を結んだ。シーズンオフにLIDOMのティグレス・デル・リセイに所属した。
2019年はAAA級ルイビル・バッツでシーズンを迎えた。4月23日に右肩の張りで故障者リスト入りし、5月18日に復帰。8月1日にメジャー昇格し、同日行われたアトランタ・ブレーブス戦で「6番・右翼手」でメジャー初スタメン入り。8月3日のブレーブス戦でメジャー初安打及びメジャー初本塁打を記録。8月6日のロサンゼルス・エンゼルス戦から8月10日のシカゴ・カブス戦にかけて4試合連続本塁打を記録し、8月10日のカブス戦で1試合3本塁打を記録。8月第2週のプレイヤー・オブ・ザ・ウィークに選出された。
2020年は、メジャー出場が、23試合に減少。
2021年は、メジャーにて、84試合で10本塁打。
2022年は開幕から不振で、4月30日にDFAとなり、傘下AAA級のルイビル・バッツに合流した。5月20日にCOVID-19ワクチン未接種者の入国が許可されていないカナダのトロントで行われるブルージェイズとのアウェーゲームにて、制限リスト入りした選手の代替としてアクティブロースター入りした。オフの11月15日にDFAとなり、18日に自由契約となった。

### 中日時代
2022年11月28日にNPBの中日ドラゴンズと契約したことが発表された。推定年俸は120万ドル（約1億6700万円）プラス出来高払い。背番号は9。
2023年シーズンの開幕前は侍ジャパンの強化試合で戸郷翔征からホームランを放ち、オープン戦でも4本塁打と活躍を見せていたが、シーズンは20試合の出場で打率.154、1本塁打、6打点と全く振るわず、そのままシーズンが終了し、10月4日に退団を発表した。

### メキシカンリーグ時代
2024年2月20日、メキシカンリーグに所属するメキシコシティ・レッドデビルズへの入団が発表された。

## 選手としての特徴
強肩強打が特徴の外野手。トニー・バティスタに似た特徴的な打法を持つ。
2022年シーズンにはMLB全体でも上位8％に入る最高打球速度113.6マイル（約182.8キロ）記録するなど飛び抜けたパワーを誇る一方で、メジャー通算打席の3分の1以上で三振を喫するなどと粗さがあり、特にスライダーやカーブなどのブレイキング・ボールに弱い。
肩の強さはメジャーでもトップクラスであり、2022年シーズンは最速101.6マイルの送球で外野出場わずか78試合ながらリーグ最多の12個の補殺を記録した。
俊足の持ち主であり、2022年シーズンのスプリントスピードは28.8（ft／秒）を記録した。これは、同シーズンの大谷翔平や鈴木誠也を上回り、同年までに2年連続で年間30盗塁を記録したトミー・エドマンに匹敵する数値である。

## 詳細情報

### 年度別打撃成績
| 年 度    | 球 団    | 試 合 | 打 席 | 打 数 | 得 点 | 安 打 | 二 塁 打 | 三 塁 打 | 本 塁 打 | 塁 打 | 打 点 | 盗 塁 | 盗 塁 死 | 犠 打 | 犠 飛 | 四 球 | 敬 遠 | 死 球 | 三 振 | 併 殺 打 | 打 率 | 出 塁 率 | 長 打 率 | O P S |
| -------- | -------- | ----- | ----- | ----- | ----- | ----- | -------- | -------- | -------- | ----- | ----- | ----- | -------- | ----- | ----- | ----- | ----- | ----- | ----- | -------- | ----- | -------- | -------- | ----- |
| 2018     | CIN      | 1     | 1     | 1     | 0     | 0     | 0        | 0        | 0        | 0     | 0     | 0     | 0        | 0     | 0     | 0     | 0     | 0     | 1     | 0        | .000  | .000     | .000     | .000  |
| 2019     | CIN      | 56    | 225   | 205   | 31    | 53    | 8        | 0        | 19       | 118   | 47    | 7     | 0        | 0     | 2     | 16    | 2     | 2     | 60    | 5        | .259  | .316     | .576     | .891  |
| 2020     | CIN      | 23    | 56    | 47    | 7     | 8     | 1        | 0        | 2        | 15    | 8     | 1     | 0        | 0     | 0     | 6     | 0     | 3     | 18    | 1        | .170  | .304     | .319     | .623  |
| 2021     | CIN      | 84    | 204   | 174   | 25    | 33    | 6        | 1        | 10       | 71    | 23    | 2     | 2        | 0     | 2     | 27    | 2     | 1     | 75    | 0        | .190  | .299     | .408     | .707  |
| 2022     | CIN      | 80    | 276   | 259   | 24    | 51    | 13       | 0        | 10       | 94    | 30    | 2     | 3        | 0     | 0     | 17    | 0     | 0     | 101   | 1        | .197  | .246     | .363     | .609  |
| 2023     | 中日     | 20    | 68    | 65    | 2     | 10    | 4        | 0        | 1        | 17    | 6     | 0     | 1        | 0     | 1     | 2     | 0     | 0     | 32    | 0        | .154  | .176     | .262     | .438  |
| MLB：5年 | MLB：5年 | 244   | 762   | 686   | 87    | 145   | 28       | 1        | 41       | 298   | 108   | 12    | 5        | 0     | 4     | 66    | 4     | 6     | 255   | 7        | .211  | .285     | .434     | .719  |
| NPB：1年 | NPB：1年 | 20    | 68    | 65    | 2     | 10    | 4        | 0        | 1        | 17    | 6     | 0     | 1        | 0     | 1     | 2     | 0     | 0     | 32    | 0        | .154  | .176     | .262     | .438  |

- 2023年度シーズン終了時

### 年度別守備成績
一塁守備
| 年 度 | 球 団 | 一塁（1B） | 一塁（1B） | 一塁（1B） | 一塁（1B） | 一塁（1B） | 一塁（1B） |
| 年 度 | 球 団 | 試 合      | 刺 殺      | 補 殺      | 失 策      | 併 殺      | 守 備 率   |
| ----- | ----- | ---------- | ---------- | ---------- | ---------- | ---------- | ---------- |
| 2019  | CIN   | 1          | 0          | 0          | 0          | 0          | ----       |
| MLB   | MLB   | 1          | 0          | 0          | 0          | 0          | ----       |

外野守備
| 年 度 | 球 団 | 左翼（LF） | 左翼（LF） | 左翼（LF） | 左翼（LF） | 左翼（LF） | 左翼（LF） | 中堅（CF） | 中堅（CF） | 中堅（CF） | 中堅（CF） | 中堅（CF） | 中堅（CF） | 右翼（RF） | 右翼（RF） | 右翼（RF） | 右翼（RF） | 右翼（RF） | 右翼（RF） | 外野  | 外野  | 外野  | 外野  | 外野  | 外野     |
| 年 度 | 球 団 | 試 合      | 刺 殺      | 補 殺      | 失 策      | 併 殺      | 守 備 率   | 試 合      | 刺 殺      | 補 殺      | 失 策      | 併 殺      | 守 備 率   | 試 合      | 刺 殺      | 補 殺      | 失 策      | 併 殺      | 守 備 率   | 試 合 | 刺 殺 | 補 殺 | 失 策 | 併 殺 | 守 備 率 |
| ----- | ----- | ---------- | ---------- | ---------- | ---------- | ---------- | ---------- | ---------- | ---------- | ---------- | ---------- | ---------- | ---------- | ---------- | ---------- | ---------- | ---------- | ---------- | ---------- | ----- | ----- | ----- | ----- | ----- | -------- |
| 2018  | CIN   | -          | -          | -          | -          | -          | -          | -          | -          | -          | -          | -          | -          | 1          | 0          | 0          | 0          | 0          | ----       | -     | -     | -     | -     | -     | -        |
| 2019  | CIN   | -          | -          | -          | -          | -          | -          | -          | -          | -          | -          | -          | -          | 54         | 97         | 3          | 2          | 0          | .980       | -     | -     | -     | -     | -     | -        |
| 2020  | CIN   | 13         | 19         | 0          | 0          | 0          | 1.000      | 1          | 0          | 0          | 0          | 0          | ----       | 4          | 3          | 0          | 0          | 0          | 1.000      | -     | -     | -     | -     | -     | -        |
| 2021  | CIN   | 35         | 34         | 0          | 3          | 0          | .919       | 14         | 20         | 1          | 0          | 0          | 1.000      | 27         | 30         | 0          | 0          | 0          | 1.000      | -     | -     | -     | -     | -     | -        |
| 2022  | CIN   | 7          | 10         | 2          | 0          | 0          | 1.000      | 2          | 5          | 0          | 0          | 0          | 1.000      | 69         | 125        | 10         | 5          | 4          | .964       | -     | -     | -     | -     | -     | -        |
| 2023  | 中日  | -          | -          | -          | -          | -          | -          | -          | -          | -          | -          | -          | -          | -          | -          | -          | -          | -          | -          | 16    | 32    | 0     | 3     | 0     | .914     |
| MLB   | MLB   | 55         | 63         | 2          | 3          | 0          | .956       | 17         | 25         | 1          | 0          | 0          | 1.000      | 155        | 255        | 13         | 7          | 4          | .975       | -     | -     | -     | -     | -     | -        |
| NPB   | NPB   | -          | -          | -          | -          | -          | -          | -          | -          | -          | -          | -          | -          | -          | -          | -          | -          | -          | -          | 16    | 32    | 0     | 3     | 0     | .914     |

- 2023年度シーズン終了時
- 各年度の太字はリーグ最多

### 表彰
MiLB
- フロリダ・ステートリーグ・プレイヤー・オブ・ザ・イヤー（英語版）（2016年）

MLB
- プレイヤー・オブ・ザ・ウィーク（2019年8月5日 - 8月11日）

### 記録

#### NPB
初記録
- 初出場・初先発出場：2023年3月31日、対読売ジャイアンツ1回戦（東京ドーム）、4番・右翼手で先発出場[26]
- 初打席・初安打：同上、1回表にタイラー・ビーディから中前打[26]
- 初打点：同上、3回表にタイラー・ビーディから遊撃適時内野安打[26]
- 初本塁打：2023年4月12日、対広島東洋カープ2回戦（バンテリンドーム ナゴヤ）、6回裏にアドゥワ誠から左中間越2ラン[27]

### 背番号
- 63（2018年）
- 44（2019年 - 2022年）
- 9（2023年）

### 登場曲
- 「ウィーアー!」きただにひろし（2023年）